# Svärdets makt
Svärdets makt (originaltitel: A Storm of Swords), är den tredje romanen i Sagan om is och eld-serien av den amerikanska författaren George R.R. Martin. Den publicerades först den 8 augusti 2000 i Storbritannien, med en utgåva i USA efter november 2000.
Vid tidpunkten för publiceringen var Svärdets makt den längsta romanen i serien. Den var så lång att i Storbritannien, Irland, Australien och Israel delades dess pocketutgåva i hälften, del 1 publicerades som Stål och snö i juni 2001 och del 2 som Blod och guld i augusti 2001. Samma uppdelning användes i de polska och grekiska utgåvorna. I Frankrike fattades beslutet att dela romanen i fyra separata volymer.
Svärdets makt vann Locuspriset år 2001 och nominerades till Nebulapriset år 2001 för bästa roman. Det var den första romanen i serien som nominerades till Hugopriset, en av de två mest prestigefyllda priserna inom science fiction och fantasy-publicering, även om den förlorade till J.K. Rowlings roman Harry Potter och den flammande bägaren.

## Handling
Svärdets makt plockar upp berättelsen något innan dess föregångare, Kungarnas krig. De sju konungarikena Västeros är fortfarande i greppet av de fem kungarnas krig, där Joffrey Baratheon och hans farbror Stannis Baratheon tävlar om järntronen, medan Robb Stark och Balon Greyjoy på Järnöarna förklarar självständighet (Stannis bror Renly Baratheon, den femte "kungen", har redan dödats). Samtidigt närmar sig en stor mängd vildingar, stammarna från bortom Sju konungarikenas norra gräns, muren som markerar gränsen, under ledning av Mance Rayder, den självutnämnda "kungen bortom muren", med endast den underbemannade Nattens väktare i opposition. Slutligen seglar Daenerys Targaryen, dotter till en avsatt före detta kung av Västeros och "mor" till världens enda levande drakar, västerut och planerar att återta sin fars tron.

## Huvudpersoner
Handlingen i Svärdets makt följs ur tolv olika personers perspektiv:
- Arya Stark, Eddard och Catelyns yngsta dotter – 13 kapitel
- Jon Snö, oäkta son till Eddard Stark och en edsvuren broder av Nattens väktare – 12 kapitel
- Tyrion Lannister, yngsta son till Tywin Lannister, en dvärg, bror till Jaime och Cersei Lannister – 11 kapitel
- Jaime Lannister, kungamördaren och befälhavare av Kungsvakten. Fängslad av Starks. – 9 kapitel
- Catelyn Stark, Eddard Starks änka och mor till kung Robb – 7 kapitel
- Sansa Stark, Eddard och Catelyns äldsta dotter. – 7 kapitel
- Davos Sjövärdig, riddare och rådgivare åt Stannis Baratheon – 6 kapitel
- Daenerys Targaryen, förvisad drottning av Västeros, av Targaryen-dynastin – 6 kapitel
- Samwell Tarly, edsvuren broder av Nattväktare som beskyddar Westeros – 5 kapitel
- Bran Stark, en av Eddard och Catelyns söner, arvtagare till Vinterhed och Norden – 4 kapitel
- Prolog: Chett, en man av Nattens väktare – 1 kapitel
- Epilog: Merrett Frey, en medlem av Frey-familjen – 1 kapitel

## Utveckling
Martin skrev inte de röda bröllopskapitlen förrän han hade slutfört alla andra kapitel i boken, eftersom han ansåg att det var "det svåraste jag någonsin skrev" och att han hellre skulle försena skrivandet tills det är absolut nödvändigt.

## Filmatiseringar
Handlingen i Svärdets makt beräknas täcka hela den tredje och fjärde säsongen av den amerikanska TV-serien Game of Thrones, som sänds år 2013 och 2014 på HBO.

## Mottagning
Martin nominerades år 2001 till Hugopriset för bästa roman, men förlorade mot J.K. Rowling för Harry Potter och den flammande bägaren.